# صفورة
صافوراء أو صافورية أو صفوريا ويسميها الأوروبيون صفورا وتعنى «العصفورة». هي ابنة النبى شعيب حسبما يقول أنس بن مالك. بينما يقول آخرون- ومن بينهم ابن كثير- إن والدها كان شيخاً من شيوخ القبائل، وشعيب هو النبى الذي بعث لأصحاب الأيكة وهم قوم مدين الذين كانوا يعبدون شجرة ملفوفة. تزوجت صفورة بالنبي موسى، وكانت نموذجاً للمؤمنة، ذات الفراسة والحياء، وكانت قدوة في الاهتمام باختيار الزوج الأمين العفيف. وولدت له ابنين  أحدهما اسمه جرشوم، والثاني أليعازر. وحكاية لقاء موسى بصافورية ذكرها القرآن.

## لقاءها بموسى
ولد سيدنا موسى بعد نحو 500 سنة من وفاة النبي يوسف، أي بعد نحو 800 سنة من ميلاد إبراهيم. ولموسى شقيق هو هارون، نبي مثله، ذكره الله في القرآن الكريم، ومن المرجح أنه يكبر النبي موسى بثلاث سنوات ولهما شقيقة إسمها مريم كانت في سن الإدراك عندما ولد موسى. ويقال إنه ولد وعاش في فاقوس محافظة الشرقية، التي كانت تسمى أرض جاسان في العصر الفرعونى حسب العهد القديم والقرآن. ومعنى اسم موسى أي الذي تم انتشاله من الماء».
خرج موسى من مصر بعد أن شهد مشاجرة مصري وإسرائيلي واستغاث الأخير به فوكز المصري وكزة أدت إلى وفاته وكان قوياً مفتول العضلات، واستصرخه الإسرائيلي له في اليوم التالى ورفضه ففضحه، وأتى إليه رجل من الصالحين يبلغه أن القوم في القصر يودون الاقتصاص منه ونصحه بالفرار، وفر ووصل إلى مدين في بلاد الشام فوجد فتاتين تنتظران كي تسقيا أغنامهما فساعدهما بعد أن قالتا له إن والدهما شيخ كبير وذهبتا إلى والدهما لتحكيا له ما كان، وهنا نصحت صافورية والدها بإستئجاره لأنه «قوي أمين» حسبما جاء وصفه في القرآن الكريم. «قوي» لأن بنيانه كان قوياًً كما ذكرت، أما «أمين» فلأنه عندما أتت إليه صافورية تدعوه للقاء والدها طلب منها أن تسير وراءه عفة منه وكى لا ينظر إليها وهي تسير أمامه. ﴿قَالَتْ إِحْدَاهُمَا يَا أَبَتِ اسْتَأْجِرْهُ إِنَّ خَيْرَ مَنِ اسْتَأْجَرْتَ الْقَوِيُّ الْأَمِينُ ۝٢٦﴾(سورة القصص، الآية 26).
﴿قَالَ إِنِّي أُرِيدُ أَنْ أُنْكِحَكَ إِحْدَى ابْنَتَيَّ هَاتَيْنِ عَلَى أَنْ تَأْجُرَنِي ثَمَانِيَ حِجَجٍ فَإِنْ أَتْمَمْتَ عَشْرًا فَمِنْ عِنْدِكَ وَمَا أُرِيدُ أَنْ أَشُقَّ عَلَيْكَ سَتَجِدُنِي إِنْ شَاءَ اللَّهُ مِنَ الصَّالِحِينَ ۝٢٧﴾ (سورة القصص، الآية 27).
(قال) شعيب عند ذلك: (إني أريد أن أنكحك إحدى ابنتي هاتين) واسمها «صفورة» و«ليا» في قول شعيب الجبائي، وقال ابن إسحاق: «صفورة» و«شرقا» وقال غيرهما: الكبرى «صفراء» والصغرى «صفيراء». وقيل زوجه الكبرى. وذهب أكثرهم إلى أنه زوجه الصغرى منهما واسمها «صفورة»، وهي التي ذهبت لطلب موسى، (على أن تأجرني ثماني حجج) يعني: أن تكون أجيرا لي ثمان سنين، قال الفراء: يعني: تجعل ثوابي من تزويجها أن ترعى غنمي ثماني حجج، تقول العرب: آجرك الله بأجرك أي: أثابك، والحجج: السنون، واحدتها حجة، (فإن أتممت عشرا فمن عندك) أي: إن أتممت عشر سنين فذلك تفضل منك وتبرع، ليس بواجب عليك، (وما أريد أن أشق عليك) أي: ألزمك تمام العشر إلا أن تتبرع (ستجدني إن شاء الله من الصالحين) قال عمر: يعني: في حسن الصحبة والوفاء بما قلت.
قيل: ولما عاد موسى من الطور وجد امرأته صفورة قد ولدت ابناً، فحملها إلى مصر وأقام بمصر يدعو فرعون إلى الإيمان وماتت صفورة في حياة موسى م.

## صفورة عند اليهود
لصافورية حكاية يحكيها اليهود تقول: إنه في حوالى 1450 قبل الميلاد عثر على طفلة صغيرة سوداء على ضفاف البحر الأحمر، أطلق عليها اسم صفورا أو العصفورة. لون جلدها كان من المفترض أن يحكم عليها بمستقبل مظلم فهى بلونها هذا أشبه بالعبيد والخدم لولا شعيب الذي تبناها فقرر أن يهتم بنفسه بتعليمها فأصبح يطلق عليها صفورا الحكيمة.

## صفورة في التوراة
حكت التوراة كيف أن هارون لم يكن يحبها كثيراً بل ذكر عن بعض محاولات للفرقة بين الزوجين عندما عاد إلى مصر ولقبها في أماكن بـ«الكوشية» أو «الإثيوبية» وإن كان البعض يقول إنها كانت إرتيرية، وكوشية نسبة لقبيلة كوش بن حام بن نوح. وفقا للتوراة اختار الله صفورة اختارها لسبب كى تكون زوجة للنبي موسى الذي أتى على قوم من أشد وأصعب الأقوام في التعامل مع الأنبياء، واختيارها له خير دليل على أنها تهتم بالقيم المعنوية والفضائل البشرية أكثر من اهتمامها بما يملكه الإنسان.

## صفورة في القرآن
بعدما وصل موسى من الرحلة الطويلة إلى مدين وأخذت موسى الغيرة على فتاتين تنتظران الرجال حتى ينتهوا من ملء المياه فقال لهما: ما خطبكما؟ فاعتذرتا عن عملهما في السقي دون الرجال من أسرتهما ﴿وَلَمَّا وَرَدَ مَاءَ مَدْيَنَ وَجَدَ عَلَيْهِ أُمَّةً مِنَ النَّاسِ يَسْقُونَ وَوَجَدَ مِنْ دُونِهِمُ امْرَأَتَيْنِ تَذُودَانِ قَالَ مَا خَطْبُكُمَا قَالَتَا لَا نَسْقِي حَتَّى يُصْدِرَ الرِّعَاءُ وَأَبُونَا شَيْخٌ كَبِيرٌ ۝٢٣﴾ (سورة القصص، الآية 23) أي لا يستطيع القيام بهذه المهمة، نهض موسى ﴿فَسَقَى لَهُمَا ثُمَّ تَوَلَّى إِلَى الظِّلِّ فَقَالَ رَبِّ إِنِّي لِمَا أَنْزَلْتَ إِلَيَّ مِنْ خَيْرٍ فَقِيرٌ ۝٢٤﴾ (سورة القصص، الآية 24) أعجب أبوهما الشيخ الكبير من عودة ابنتيه مبكرتين. فقصتا عليه قصة الرجل الغريب الذي سقى لهما، فأمر إحداهما أن تعود إليه، وتبلغه دعوة أبيها ليجزيه على عمله ﴿فَجَاءَتْهُ إِحْدَاهُمَا تَمْشِي عَلَى اسْتِحْيَاءٍ قَالَتْ إِنَّ أَبِي يَدْعُوكَ لِيَجْزِيَكَ أَجْرَ مَا سَقَيْتَ لَنَا فَلَمَّا جَاءَهُ وَقَصَّ عَلَيْهِ الْقَصَصَ قَالَ لَا تَخَفْ نَجَوْتَ مِنَ الْقَوْمِ الظَّالِمِينَ ۝٢٥﴾ [القصص:25] (سورة القصص، الآية 25). لبى موسى الدعوة، وسار مع ابنة الشيخ، قالوا: وقد طلب منها أن تسير خلفه وتدله على الطريق، لئلا يقع بصره على حركات جسمها، وذلك عفة منه. دخل موسى على الشيخ الكبير، فرحب به، وقدم له القِرى، وسأله عن خطبه، فقص عليه القصص، ووصف له حاله وحال بني إسرائيل في مصر، قال: {لا تَخَفْ نَجَوْتَ مِنْ الْقَوْمِ الظَّالِمِينَ}(سورة القصص، الآية 25).
وقيل أن الشيخ هو شعيب النبي الذي أرسل إلى أهل مدين، وهذا هو المشهور عند كثير من العلماء.وقيل أنه رجل مؤمن من قوم شعيب لبعد المسافة الزمنية بين شعيب وبين موسى وهذا هو الراجح.
و﴿قَالَتْ إِحْدَاهُمَا يَا أَبَتِ اسْتَأْجِرْهُ إِنَّ خَيْرَ مَنِ اسْتَأْجَرْتَ الْقَوِيُّ الْأَمِينُ ۝٢٦﴾ (سورة القصص، الآية 26) فأُعجب الشيخ برأي ابنته، وعرض على موسى الزواج من إحدى ابنتيه اللَّتين سقى لهما موسى. و﴿قَالَ إِنِّي أُرِيدُ أَنْ أُنْكِحَكَ إِحْدَى ابْنَتَيَّ هَاتَيْنِ عَلَى أَنْ تَأْجُرَنِي ثَمَانِيَ حِجَجٍ فَإِنْ أَتْمَمْتَ عَشْرًا فَمِنْ عِنْدِكَ وَمَا أُرِيدُ أَنْ أَشُقَّ عَلَيْكَ سَتَجِدُنِي إِنْ شَاءَ اللَّهُ مِنَ الصَّالِحِينَ ۝٢٧﴾ (سورة القصص، الآية 27) وبذلك شرط عليه أن يكون مهر ابنته أن يخدمه ثماني سنين، فإن زادها إلى عشر سنين فهي زيادة غير مفروضة. فوافق موسى، ونجز العقد مع الشيخ، فقال: « ذلك بيني وبينك أيَّما الأجلين قضيتُ فلا عدوان عليّ والله على ما نقول وكيل ». وتمت المصاهرة بينهما، قالوا: واسم ابنة الشيخ التي صارت زوجاً لموسى «صفورة». لبث موسى عند عمه الشيخ في مدين يخدمه حسب الشرط، وقضى في خدمته أوفى الأجلين وهو عشر سنين. وقد ولدت له امرأته «صفورة» في مدين ولداً سماه «جرشوم» ومعناه غريب المولد.

## صفورة عند المسلمين
أتى موسى مدين فقيراً لا يملك حتى قوت يومه، وعلماء الإسلام يشيدون بصفورا كامرأة مؤمنة صابرة محبة لزوجها وتحدثوا عن جمالها وشخصيتها الرائعة، قالوا عنها إنها كانت كريمة تكرم ضيوفها والغرباء. كانت حكيمة تعطى المشورة الصحيحة وكلمات الحكمة. هي بالنسبة للكثيرين زوجة نبى وابنة نبى.. المعلومات عنها قليلة جداً وصعب توافرها كما هو الحال دوماً عندما يتعلق الأمر بالنساء عموماً في التاريخ.
يقول ابن مسعود: أفرس الناس ثلاثة؛ صاحب يوسف حين قال لامرأته: (أَكْرِمِي مَثْوَاهُ) [ يوسف:21 ] ، وصاحبة موسى حين قالت: (يَا أَبَتِ اسْتَأْجِرْهُ) [ القصص: 26 ] ، وأبو بكر حين استخلف عمر بن الخطاب.

## صفورة عند الموحدين الدروز
في الديانة الدرزية، يُقدَّر والد صفورة، شعيب، باعتباره المؤسس الروحي وكبير الأنبياء وسلف الدروز كافة. والذي سمح لموسى أن يتزوج صفورة بعد أن ساعد في إنقاذ بناته وقطيعهم من الرعاة المتنافسين. وقد عبّر دروز بارزون مثل أمل نصر الدين وسلمان طريف، وهو شيخ درزي بارز، أن هذا يجعل الدروز مرتبطين باليهود عن طريق الزواج. وقد استخدم هذا الرأي لتمثيل عنصر من عناصر العلاقة الخاصة بين اليهود الإسرائيليين والدروز.